# Dicranopygium

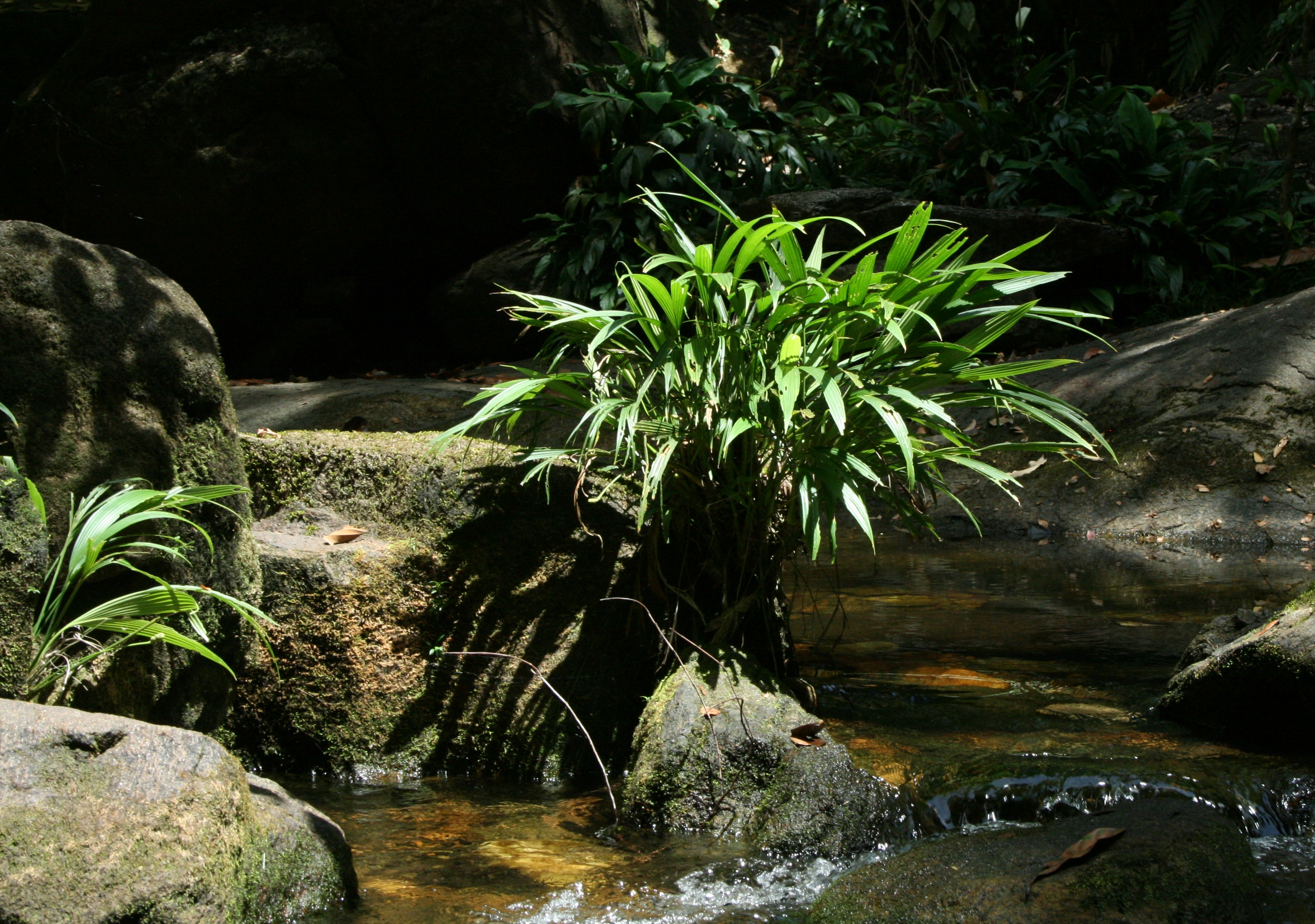
Pokrój Dicranopygium yacu-sisa

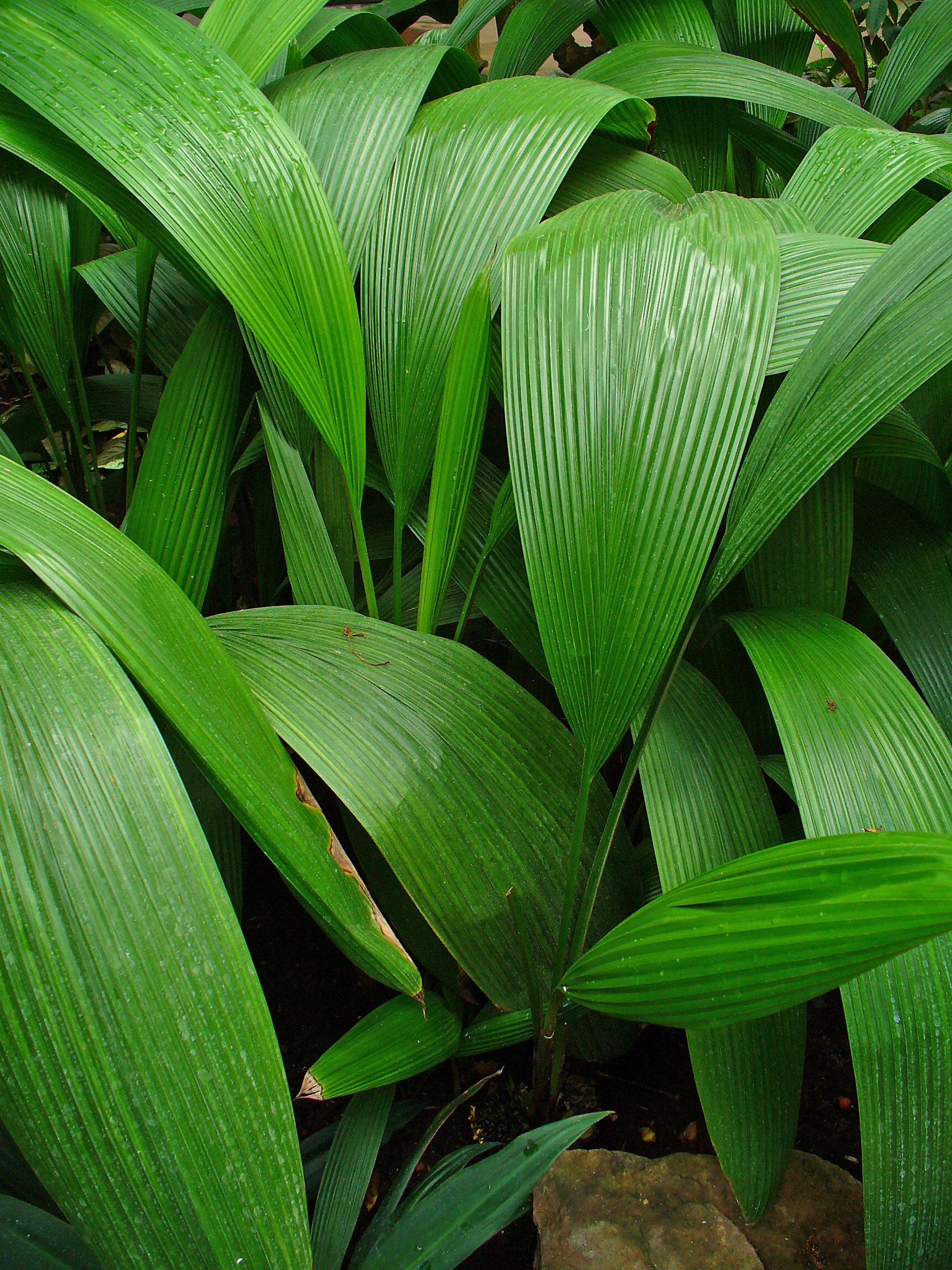
Liście Dicranopygium microcephalum

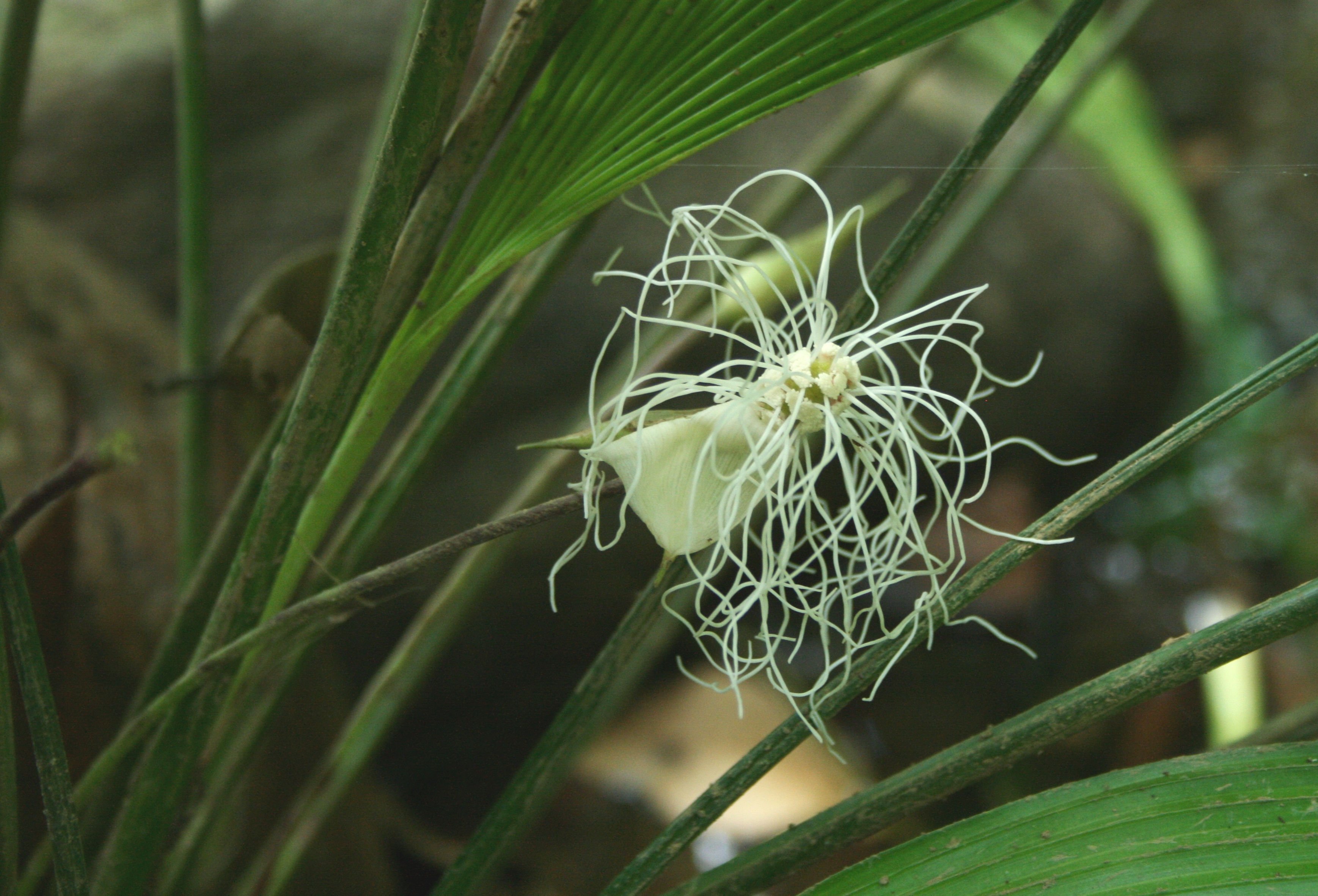
Kwiatostan Dicranopygium yacu-sisa

Dicranopygium Harling – rodzaj wieloletnich roślin z rodziny okolnicowatych, obejmujący 56 gatunków, występujących w tropikalnej Ameryce, od Meksyku do Peru i Brazylii.

## Morfologia
PokrójMałe do średniej wielkości rośliny naziemne.
ŁodygaSkrócona i mięsista, rozgałęziająca się monopodialnie.
LiścieUlistnienie skrętoległe. Blaszki liściowe dwuklapowane.
KwiatyKwiaty jednopłciowe, zebrane w małą kolbę wspartą 2–3 (rzadziej 5) liściastymi pochwami, położonymi bezpośrednio pod kwiatostanem. Kwiaty męskie asymetryczne, szypułkowe. Listki okwiatu zwykle tylko po stronie doosiowej, gruczołkowate. Kwiaty żeńskie zrośnięte, spłaszczone. Listki okwiatu znacznie zredukowane. Łożyska 4, parietalne. Szyjki słupków właściwie nieobecne.
OwoceZrośnięte, jagodopodobne.

## Systematyka
Pozycja systematyczna według Angiosperm Phylogeny Website (aktualizowany system APG IV z 2016)Należy do podrodziny Carludovicioideae, rodziny okolnicowatych, w rzędzie pandanowców (Pandanales) zaliczanych do jednoliściennych (monocots).
Podział rodzaju
- podrodzaj Dicranopygium
- podrodzaj Uribanthus
- podrodzaj Glesonianthus
- podrodzaj Thomlinsonianthus

Rozróżnienie na podstawie formy okwiatu kwiatów żeńskich oraz wyglądu główek pręcików.
Gatunki
| - Dicranopygium amazonicum Harling - Dicranopygium angustissimum (Sandwith) Harling - Dicranopygium aristeguietae Harling - Dicranopygium arusisense Tuberquia - Dicranopygium atrovirens (H.Wendl.) Harling - Dicranopygium aurantiacum (R.E.Schult.) Harling - Dicranopygium bolivarense Harling - Dicranopygium calimense Harling - Dicranopygium callithrix Silverst. - Dicranopygium campii Harling - Dicranopygium coma-pyrrhae (Harling) Harling - Dicranopygium crinitum Harling - Dicranopygium cuatrecasanum Harling - Dicranopygium dolichostemon Harling - Dicranopygium euryphyllum (Harling) Harling - Dicranopygium fissile Galeano & R.Bernal - Dicranopygium globosum Harling - Dicranopygium goudotii Harling - Dicranopygium gracile (Liebm. ex Matuda) Harling - Dicranopygium grandifolium Harling - Dicranopygium harlingii G.J.Wilder - Dicranopygium idrobonis Harling - Dicranopygium imeriense Harling - Dicranopygium insulare (Gleason) Harling - Dicranopygium latissimum Harling - Dicranopygium lugonis Harling - Dicranopygium macrophyllum Harling - Dicranopygium microcephalum (Hook.f.) Harling | - Dicranopygium mirabile Harling - Dicranopygium nanum (Gleason) Harling - Dicranopygium novogranatense Harling - Dicranopygium odoratum Tuberquia - Dicranopygium omichlophilum R.E.Schult. ex Harling - Dicranopygium pachystemon Harling - Dicranopygium parvulum (Harling) Harling - Dicranopygium parvulum var. macarenense Harling - Dicranopygium parvulum var. parvulum. - Dicranopygium polycephalum Harling - Dicranopygium pygmaeum (Gleason) Harling - Dicranopygium rheithrophilum (Harling) Harling - Dicranopygium robustum Harling - Dicranopygium rupestre (Klotzsch) Harling - Dicranopygium sanctae-martae Harling - Dicranopygium sararense Harling - Dicranopygium schultesii Harling - Dicranopygium scoparum Galeano & R.Bernal - Dicranopygium stenophyllum Harling - Dicranopygium tatica Hammel - Dicranopygium testaceum Harling - Dicranopygium trianae Harling - Dicranopygium umbrophilum Hammel - Dicranopygium venezuelanum Harling - Dicranopygium wallisii (Regel) Harling - Dicranopygium wedelii Harling - Dicranopygium williamsii (Standl.) Harling - Dicranopygium yacu-sisa Harling |

## Zagrożenie i ochrona
3 gatunki Dicranopygium ujęte są w Czerwonej księdze gatunków zagrożonych IUCN, w tym 2 (Dicranopygium campii i Dicranopygium coma-pyrrhae) ze statusem EN (zagrożone). Oba te gatunki, endemiczne dla Ekwadoru, znane są z pojedynczych stanowisk, zagrożonych zniszczeniem.

## Zastosowanie
Dicranopygium atrovirens są sporadycznie spotykane w uprawie jako rośliny pokojowe. Rośliny te tworzą atrakcyjne kwiatostany z długimi, falitymi prątniczkami, przypominającymi włosy meduzy.